# Santa et Andres
Pour plus de détails, voir Fiche technique et Distribution.
Santa et Andres (Santa y Andrés) est un film dramatique, produit en 2016, écrit et réalisé par Carlos Lechuga. Le film se passe en 1983 et évoque la rencontre entre une paysanne appartenant au Comités de défense de la révolution de son Unité de production et un écrivain homosexuel exclu de la société et réfugié dans une cabane hors du village, en raison même de son identité.

## Synopsis
En 1983 dans un petit village à l'est de Cuba. Le romancier Andres (Eduardo Martínez) Andrés qui a purgé huit ans de prison, regarde  par la fenêtre un matin et voit une jeune femme s'approchant de sa cabane, une chaise en main. Celle-ci est chargée de veiller sur lui pour les trois prochains jours. En effet le gouvernement révolutionnaire a isolé Andres et lui interdit d'écrire, de ses  « problèmes idéologiques »  et de son homosexualité. Il doit être surveillé de près lors d'un prochain événement politique, afin de s'assurer qu'il ne déclare pas ses opinions dissidentes devant la presse internationale et les délégués présents à cette réunion.

## Exclusion du Festival international de La Havane
Le film est inspiré de la vie du poète cubain Delfin Prats et d'autres intellectuels homosexuels comme Virgilio Piñera qui dans les années 1970 ont fait l'objet de répression de la part du régime castriste. Lors du Festival international du nouveau cinéma latino-américain de La Havane, en 2016, Santa et Andres est exclu de la compétition par Roberto Smith le directeur de l'Institut cubain des arts et de l'industrie cinématographiques. Celui-ci indique : « Le film présente une image de la révolution qui la réduit à une expression d'intolérance et de violence contre la culture (et) fait un usage irresponsable de nos symboles patriotiques et de références inacceptables envers le camarade Fidel ».
Le réalisateur Carlos Lechuga indique : « J'ai constamment à l'esprit tout ce que nous avons perdu. Toute la littérature, les livres et les œuvres qui auraient pu être écrites par des gens comme René Ariza, que personne n'a laissé travailler. Le peuple cubain a éteint beaucoup de culture ».